# Alicia Smith
Alicia Smith (27 september 1996) is een tennisspeelster uit Australië.
Ze begon op zevenjarige leeftijd met het spelen van tennis.
In 2017 speelde ze haar eerste grandslamtoernooi, door zich met Destanee Aiava op het dubbelspeltoernooi te plaatsen middels een wildcard.